# Wladimir Lassi
Wladimir Lassi (* 20. Jahrhundert) war ein sowjetischer Radrennfahrer und nationaler Meister im Radsport.

## Sportliche Laufbahn
Lassi war im Straßenradsport aktiv. Er war einer der dominierenden Straßenfahrer der 1940er Jahre nach dem Zweiten Weltkrieg in der Sowjetunion. 1947 gewann er die nationale Meisterschaft im Straßenrennen. Mehrfach gewann er bei den Allunionsmeisterschaften Titel im Straßenrennen, Einzelzeitfahren, Staffettenfahren und Mannschaftszeitfahren. Das traditionsreiche Eintagesrennen auf der Minsker Chaussee südlich von Moskau gewann er viermal.

## Familiäres
Er war mit Alma Lassi verheiratet, die mehrfach nationale Meisterin im Bahnradsport und Straßenradsport war. 1948 gewann sie auch den Titel im Querfeldeinrennen (heutige Bezeichnung Cyclosport) der Frauen.